# 金秀吉
金秀吉（1950年1月1日—），北韓政治人物，朝鮮人民軍大將，任職朝鮮勞動黨中央政治局候補委員、朝鮮人民軍政治局局長及國務委員會委員。现任平壤市黨委員會責任書記。

## 生平
外間對金秀吉所知不多。他於2013年成為少將。翌年4月接替文京德出任平壤市的黨委員會責任書記。在2016年5月的朝鮮勞動黨第七次代表大會中被選為黨中央政治局候補委員。兩個月後出任平壤市黨委委員長。2018年4月，獲任命為最高人民會議常任委員會委員。同年7月，取代金正角成為人民軍總政治局局長。2019年4月，入選國務委員會委員。

## 資料來源
1. 1 2  .   [2017-10-09]. （原始内容存档于2018-07-30）.
2. ↑  . www.yonhapnews.co.kr.   [2017-10-09]. （原始内容存档于2017-04-16）.
3. ↑  . 2016-05-10  [2017-10-09]. （原始内容存档于2017-05-17）.
4. ↑  "朝鲜举行第十三届最高人民会议第六次会议"《朝鮮中央通訊社》 2018-04-12
5. ↑  . 勞動新聞. 2019-04-12  [2019-04-12]. （原始内容存档于2019-04-12） （中文）.